# Bill Metoyer
Bill Metoyer (Los Angeles, 23 marzo 1960) è un produttore discografico statunitense.
La sua notorietà, in ambito della musica metal, è dovuta alle collaborazioni con la Metal Blade Records e con gruppi del calibro di Slayer e W.A.S.P..
Durante la sua carriera si è distinto anche come ingegnere del suono.

## Biografia

### Gli inizi
Bill Metoyer nacque nel 1960 a Los Angeles, in California, dove frequentò le high school e nel frattempo si dedicò anche ad un lavoro presso Music Plus, un negozio di dischi. In seguito si iscrisse alla  University of Southern California, ma dopo due semestri abbandonò gli studi per dedicarsi alla sua passione: la produzione musicale. Durante un paio di interviste Metoyer affermò che questo suo interesse nacque dopo aver ascoltato The Dark Side of the Moon dei Pink Floyd e A Night at the Opera dei Queen. Decise quindi di ascoltare con maggiore attenzione anche i lavori di George Martin, produttore dei Beatles, questi ultimi furono uno dei suoi primi ascolti. Su consiglio del suo amico Jim Faraci, che in seguito collaborò con L.A. Guns e Ratt, Metoyer si iscrisse dunque ad un istituto per la formazione di ingegneri del suono, la University of Sound Arts di Hollywood, dove conseguì il relativo attestato nel 1978. Dopodiché effettuò un apprendistato presso uno studio di registrazione chiamato Track Record, dove iniziò a lavorare da solo su alcune sessioni e dove, nel 1979, venne messo capo dell'ingegneria sonora.

### La Metal Blade
Essendosi appassionato alla musica heavy metal grazie ai Black Sabbath, in assoluto il suo gruppo preferito, nel 1982 Metoyer decise di incontrare Brian Slagel il produttore della compilation Metal Massacre, una raccolta di canzoni che vide la prima apparizione dei Metallica. Si recò quindi presso l'Oz Records, il negozio di dischi in cui lavorava Slagel, per proporgli l'ascolto di una musicassetta di un gruppo chiamato Dietrich, in modo da poter valutare il lavoro da lui svolto. Iniziò così la collaborazione tra i due che divennero i principali produttori della Metal Blade Records. Nel 1983 Metoyer assunse il ruolo di vice presidente dell'etichetta discografica indipendente e lo stesso anno conobbe gli Slayer, band di cui divenne il mentore. Durante alcune interviste affermò che i quattro musicisti, allora pressoché diciottenni, lo colpirono per la passione e la professionalità profusa e che rimase particolarmente impressionato dalla perizia tecnica di Dave Lombardo. Con loro collaborò, in veste di ingegnere del suono, alle registrazioni del brano Aggressive Perfector, inserito sul terzo volume della compilation Metal Massacre, e dell'album Show No Mercy, entrambe effettuate presso lo studio Track Record.
Sino al 1987 rimase vice presidente della Metal Blade e si dedicò alla realizzazione e alla produzione dei dischi degli Slayer e di gruppi quali Armored Saint, Fates Warning, Omen, Dark Angel, Trouble, Flotsam and Jetsam e D.R.I.. Lo stesso anno decise di diventare produttore indipendente ed in seguito collaborò con varie etichette discografiche, tra cui Capitol Records, Elektra e Roadrunner oltre alla Metal Blade.

### Skull Seven Productions
Nel 1995 fondò la Skull Seven Productions una casa discografica con annesso studio di registrazione. Stando a quanto da lui dichiarato in un'intervista, ciò gli consentì la realizzazione di maggiori introiti e la riduzione del budget richiesto a chi si volesse avvalere delle sue prestazioni. Due anni dopo, pur mantenendo la sua attività alla Skull Seven, ritornò alla Metal Blade dove ricoprì il ruolo di direttore A&R, posizione che abbandonò dopo la metà degli anni 2000. A marzo del 2016 venne assunto con lo stesso ruolo dalla Alpha Omega Management, una società italiana di respiro internazionale specializzata nell'organizzazione di concerti e nella produzione musicale.

## Le influenze
Oltre che per il già citato George Martin, produttore dei Beatles, Bill Metoyer, durante un'intervista del 2014, dichiarò  di essere fortemente influenzato dai lavori di Michael Wagener (Accept, Metallica, Dokken, ...), Max Norman (Ozzy Osbourne, Savatage, Megadeth, ...), Roy Thomas Baker (Queen) e Alan Parsons (Pink Floyd).

## Discografia parziale
Alcuni dei gruppi e dei dischi che videro la collaborazione di Bill Metoyer, nell'ambito dell'ingegneria del suono (I), del missaggio (M) e della produzione (P), vengono di seguito elencati:
- Armored Saint: Armored Saint (EP, 1983) (I), Saints Will Conquer (live, 1988) (I,P), Revelation (2000) (M), Win Hands Down (2015) (I)
- Slayer: Show No Mercy (1983) (I,M), Haunting the Chapel (EP, 1984) (I), Live Undead (live, 1984) (I,P), Hell Awaits (1985) (I)
- Savage Grace: The Dominatress (EP, 1983) (I,M)
- Trouble: Trouble (1984) (I,P), The Skull (1985) (I,P)
- Fates Warning: Night on Bröcken (1984) (M), The Spectre Within (1985) (I), Awaken the Guardian (1986) (I), Inside Out (1994) (P), Still Life (live, 1998) (I)
- Omen: Battle Cry (1984) (I), Warning of Danger (1985) (I), The Curse (1986) (I,M,P), Nightmares (1987) (I)
- Witchkiller: Day of the Saxons (EP, 1984) (M)
- Lizzy Borden: Give 'Em the Axe (EP, 1984) (I), The Murderess Metal Roadshow (live, 1986) (I), Terror Rising (EP, 1987) (I)
- Dark Angel: We Have Arrived (1985) (I)
- Tyrant: Legions of the Dead (1985) (I,M,P), Too Late to Pray (1987) (I,M,P), King of Kings (1996) (I,M,P)
- Flotsam and Jetsam: Doomsday for the Deceiver (1986) (I), No Place for Disgrace (1988) (I,P), High (1997) (M), My God (2001) (M,P)
- Morbid Angel: Abominations of Desolation (demo, 1986) (P)
- D.R.I.: Crossover (1987) (M,P), 4 of a Kind (1988) (I,M,P), Thrash Zone (1989) (I,M,P)
- Sacred Reich: Ignorance (1987) (I,P), Surf Nicaragua (1988) (P), The American Way (1990) (I,P), Heal (1996) (I,M,P)
- Helstar: A Distant Thunder (1988) (I,P), Nosferatu (1989) (I,M,P), Sins of the Past (2007) (I,M,P), Vampiro (2016) (M)
- Atrophy: Socialized Hate (1988) (P), Violent By Nature (1990) (I,M,P)
- Tourniquet: Psycho Surgery (1991) (I,M,P), Pathogenic Ocular Dissonance (1992) (I,M,P), Crawl to China (1997) (I,M,P), Acoustic Archives (1998) (P), Microscopic View of a Telescopic Realm (2000) (I,P), Where Moth and Rust Destroy (2003) (I,M,P)
- Sadus: A Vision of Misery (1992) (I,M,P)
- Viper: Coma Rage (1995) (I,M,P)
- Six Feet Under: Alive and Dead (EP, 1996) (I,M,P), Warpath (1997) (I)
- W.A.S.P.: Helldorado (1999) (I), Unholy Terror (I), Dying for the World (2002) (I,M)
- Cattle Decapitation: Humanure (2004) (I,M,P,)
- Agent Steel: Alienigma (2007) (I,M,P)
- Warbringer: War Without End (2008) (I,M,P)